# Американский институт киноискусства
Американский институт киноискусства (англ. The American Film Institute) — независимая некоммерческая организация, созданная Национальным фондом искусств и учреждённая в 1967 году, когда президент США Линдон Джонсон подписал закон о Национальном фонде искусств и гуманитарных наук.
Первым главным исполнительным директором и управляющим был Джордж Стивенс-младший. С 1980 года эти два поста занимает Джин Пикер Фирстенберг.
В 1973 году институтом была учреждена премия Life Achievement Award.
В 1987 году институт организовал собственный кинофестиваль — AFI Fest — который с тех пор проводится ежегодно. Фестиваль Американского института киноискусства стал первым в США, получившим аккредитацию FIAPF.
В 1998 году, в столетний юбилей американского кинематографа, институт начал цикл AFI 100 Years… («AFI 100 лет…») с целью повышения интереса к истории кино.
Институт также занимается сохранением старых киноплёнок, подверженных разрушению.
В апреле 2003 года в Силвер-Спринг (Мэриленд), около Вашингтона, институтом был вновь открыт после реставрации кинотеатр AFI Silver.
Одно из направлений работы института — производство образовательных и наглядных видеоматериалов для учащихся школ. Несмотря на своё название, институт специализируется не только на кинофильмах, но также на телевидении и видео.
В октябре 2021 года, после гибели оператора Галины Хатчинс на съёмках фильма «Раст» (2024), её учителя и друзья из Американского института кино учредили Мемориальный стипендиальный фонд Галины Хатчинс, предназначенный для поддержки образования женщин-кинематографистов.